# Archie – Die Cary Grant Story
Archie – Die Cary Grant Story (Archie – The Man Who Became Cary Grant) ist eine britische Biopic-Miniserie von Jeff Pope über Archie Leach, dem Mann hinter dem Pseudonym Cary Grant. Dieser wird verkörpert von Jason Isaacs. Die Serie basiert auf den Memoiren seiner vierten Ehefrau Dyan Cannon, die zusammen mit ihrer gemeinsamen Tochter Jennifer Grant als Executive Producer fungierte.

## Handlung
In der Rahmenhandlung tourt Cary Grant 1986 mit der One-Man-Show Ein Abend mit Cary Grant, in der er sich Publikumsfragen stellt und aus seinem Leben berichtet.
Er beginnt mit der schwierigen, armen Kindheit 1911 in Bristol. Nach dem Tod seines Bruders wird seine Mutter Elsie depressiv, sodass sein Vater Elias sie irgendwann in eine psychiatrische Anstalt unterbringen lässt. Archie kommt bei seiner Großmutter unter, während sein Vater ihm sagt, seine Mutter sei verstorben, und neu heiratet. 1918 besucht er die Vaudeville-Show von Bob Pender und will Mitglied seiner Truppe werden. Sein Vater unterschreibt einen Vertrag, um nicht mehr für ihn persönlich zu sein, und so kann Archie mit der Truppe nach Amerika reisen und auftreten. Als die Tour endet, beschließt Archie, zu bleiben, um ein Star zu werden. Während er erfolglos an Vorsprechen teilnimmt, verschafft ihm George Burns eine Rolle in einem Theaterstück mit Fay Wray, in dem Leach 1931 spielt, und Kontakt zu seinem Agenten Stanley Fox. Er trifft Virginia Cherrill und Randolph Scott und erhält einen Filmvertrag bei Paramount Pictures, für den er seinen Namen in Cary Grant ändert. 1933 entdeckt ihn Mae West für ihrem Film Sie tat ihm unrecht, der sein Durchbruch wird. Er erhält Hauptrollen und zieht mit Randy Scott in ein Strandhaus, was zu Gerüchten möglicher Homosexualität führt. 1935 erhält er einen Anruf von seinem Vater, der ihm zurück in England gesteht, dass seine Mutter noch lebt. Grant besorgt ihr ein Heim in England, geht selbst aber zurück nach Amerika. Ihre zerrütteten Nerven und dass er sich bei ihr wieder wie ein kleiner Junge fühle, während Cary Grant ihr Archie Leach nicht zurückgeben kann, machen es ihm unangenehm, bei ihr zu sein.
Ein parallel gezeigter Handlungsstrang legt besonderen Fokus auf seine Beziehung mit Dyan Cannon in den 1960ern. Während Grant noch in seiner dritten Scheidung und den Dreharbeiten zu Der unsichtbare Dritte steckt, sieht er die 33 Jahre jüngere Cannon im Fernsehen und lädt sie zu sich ein, um sie kennenzulernen. Da ihre Lebensentwürfe sich unterscheiden, weil Grant nicht noch einmal heiraten oder eine Familie gründen will, ist Dyan zunächst zögerlich. Aber er umwirbt sie weiter, stellt sie Filmstars vor und verwöhnt sie mit Luxusgeschenken, sodass sie bald eine Beziehung führen und Dyan bei ihm lebt. 1963 während der Produktion für Charade mit Audrey Hepburn lässt er sie das erste Mal seine Mutter treffen. Davon aufgewühlt hält er zuhause eine LSD-Psychotherapie ab und überredet Dyan mitzumachen. Nachdem Cannon einen Auftritt in Danny Kayes Show hatte und die Aussicht auf eine Tour erhält, wird Grant immer kontrollierender und auf herablassende Weise kritisierend und duldet keine Widerworte von ihr, worauf sie ihn verlässt. Mit einem Heiratsantrag gewinnt er sie zurück; noch vor der Heirat überrascht sie ihn, dass er Vater werden wird. Über beide Nachrichten verzweifelt seine Mutter, weil sie meint, er gehöre zu ihr, während Grant selbst unsicher ist, ob es nicht ein Fehler ist, erneut zu heiraten und Vater zu werden. Aber er liebt und überbehütet das Baby Jennifer Grant, indem er Dyans Hund weggibt. Er untersagt Dyan, eine Filmrolle anzunehmen, für die sie Monate von Jennifer getrennt wäre, während er selbst Der große Wolf ruft dreht. Da er wieder in seine Kritisiererei verfällt, hat Dyan ihn eines Tages verlassen und Jennifer mitgenommen. Damit er nicht allein ist, nimmt Grants Manager ihn bei sich auf, bis Dyan ihn manchmal auf Jennifer aufpassen lässt. Sie reicht die Scheidung ein, an deren Prozess er um Jennifers willen sich nicht beteiligt. Während Dyan eine Karriere beginnt, bleibt Grant zufrieden damit, Hausmann mit Tochter zu sein, und geht in den Ruhestand. Als Vorstandsmitglied des Kosmetikkonzerns Fabergé lernt er in einem Londoner Hotel Barbara Harris kennen, die zunächst eine gute Freundin für ihn und Mutterfigur für Jennifer wird, und heiratet sie 1981.
Barbara und Jennifer sind bei der One-Man-Show 1986 anwesend und er schließt sie damit, dass er mit ihnen endlich glücklich ist und seinen Frieden gefunden hat. Eine Texteinblendung schreibt, wie er noch im selben Jahr gestorben ist.

## Besetzung und Synchronisation
Die deutschsprachige Synchronisation entstand nach Dialogbüchern von Klaudia Szulik und unter der Dialogregie von Hilke Flickenschildt durch die Iyuno-SDI Group Germany GmbH.
| Rolle                           | Darsteller                   | Synchronsprecher      | Folgen |
| ------------------------------- | ---------------------------- | --------------------- | ------ |
| Archie Leach/ Cary Grant        | Jason Isaacs                 | Frank Röth            | 1–4    |
| Archie Leach/ Cary Grant        | Calam Lynch (20er)           | Sebastian Fitzner     | 1–2    |
| Archie Leach/ Cary Grant        | Oaklee Pendergast (Teenager) | Oliver Szerkus        | 1      |
| Archie Leach/ Cary Grant        | Dainton Andersen (Kind)      | Jannis Wendt          | 1–2    |
| Dyan Cannon                     | Laura Aikman                 | Maria Hönig           | 1–4    |
| Weitere Figuren (chronologisch) |                              |                       |        |
| Elsie Leach                     | Kara Tointon (jung)          | Susanne Geier         | 1, 3   |
| Elsie Leach                     | Harriet Walter (älter)       | Liane Rudolph         | 2–4    |
| Elias Leach                     | Henry-Lloyd Hughes (jung)    | Marius Clarén         | 1–2    |
| Elias Leach                     | Peter Ellis (älter)          | Axel Lutter           | 2      |
| Pender                          | Ian Puleston-Davies          | Michael Pan           | 1      |
| George Burns                    | Christian Lees               | Fabian Kluckert       | 2      |
| Fay Wray                        | Teddy Thomas                 |                       | 2      |
| John Monk Saunders              | Charles Camrose              |                       | 2      |
| Stanley Fox                     | Rob Malone                   | Sebastian Kluckert    | 2      |
| Stanley Fox                     | Jason Watkins (älter)        | Jaron Löwenberg       | 1–3    |
| Virginia Cherrill               | Laura Ferries                | Lina Rabea Mohr       | 2      |
| Randolph Scott                  | Dan Partridge                |                       | 2      |
| Mae West                        | Lolly Jones                  | Elisa Bannat          | 2      |
| Eric                            | Daniel Nellist               | Romanus Fuhrmann      | 2–3    |
| Alfred Hitchcock                | Ian McNeice                  | Michael Iwannek       | 1–2    |
| Alma Hitchcock                  | Niamh Cusack                 | Sabine Arnhold        | 2      |
| Grace Kelly                     | Lily Travers                 | Yvonne Greitzke       | 2      |
| Doris Day                       | Alexandra Guelff             |                       | 2      |
| Dr. Hartman                     | John Moraitis                | Matthias Klages       | 3      |
| Danny Kaye                      | David Keeling                | Viktor Neumann        | 3      |
| Audrey Hepburn                  | Stella Stocker               |                       | 3      |
| Stanley Donen                   | Jamie Chapman                | Matthias Scherwenikas | 3      |
| Mary Fox                        | Barbara Barnes               | Heike Schroetter      | 4      |
| Barbara Harris                  | Samantha Colley              | Marie Bierstedt       | 4      |
| Jennifer Grant                  | Olivia Brody (Kind)          |                       | 4      |
| Jennifer Grant                  | Ellie MacDowall              | Annika Theusner       | 4      |

## Produktion
Archie, ein vierteiliges Drama über Cary Grant, wurde im August 2022 durch ITV Studios in Auftrag gegeben und in Kooperation mit BritBox produziert. Sie wurde von Jeff Pope geschrieben, der eigentlich einen 90-minütigen Spielfilm geplant hatte. Er interviewte sowohl Grants dritte Ehefrau Dyan Cannon als auch deren gemeinsame Tochter Jennifer Grant. Beide Frauen fungierten als Executive Producers. Inszeniert wurde die Serie mit Jason Isaacs in der Titelrolle von Paul Andrew Williams, der bereits 2019 die Miniserie A Confession nach Jeff Popes Drehbuch umgesetzt hatte. Die Dreharbeiten der Szenen, die in England spielen, fanden anstelle von Bristol unter anderem in Liverpool statt. Für Grants Hollywood-Anwesen stand die Villa Huerta del Conde in Pinares de San Anton, einer Nachbarschaft der spanischen Stadt Málaga, in der im November 2022 gefilmt wurde.
Isaacs kommentierte, dass er es zuerst für eine schlechte Idee hielt, Cary Grant zu spielen, aber erkannte, dass die Serie nicht von Grant handelt, sondern von Archie Leach, der sich als Grant maskiert. „Cary Grant existiert nicht. Cary Grant war jemand, den ein Mann erfand, weil er so gequält war. […] Ich kann nicht Cary Grant spielen, aber ich kann versuchen, Archie Leach zu spielen.“ Auf der Suche nach der echten Stimme Leachs fand er die Aufnahme eines einzelnen Interviews, das Grant in den 1980ern einer College-Zeitung gegeben hatte, während Laura Aikman, die Dyan Cannon spielt, mit dieser selbst über Zoom und Telefon sprechen konnte.

## Veröffentlichung
Archie wurde im Vereinigten Königreich am 23. November 2023 bei ITVX, der Video-on-Demand-Plattform des Senders ITV, veröffentlicht und am 29. und 30. Dezember 2024 bei ITV ausgestrahlt.
In Deutschland wurde sie am 1. und 8. Februar 2025 bei dem Bezahlsender AXN White ausgestrahlt und in dessen Mediathek veröffentlicht. Ihre Free-TV-Premiere findet am 10. Oktober 2025 bei One statt.

## Rezeption
In Rezensionen wurde die Serie hauptsächlich eher positiv, aber nicht sehr gut aufgenommen. Beispielsweise vergaben Jack Seale vom Guardian und Nick Clark vom Evening Standard vier von fünf Sterne, John Nugent vom Empire-Magazin drei von fünf Sterne und Maggie Lovitt von Collider die Note B-.
Gelobt wird die Verkörperung Cary Grants durch Jason Isaacs, der unter anderem darin, wie er sich gebärde und bewege, eine verblüffende Ähnlichkeit aufweise und besonders die Stimme treffe. Er verschreibe sich völlig, die Grenze zu finden, an der Archie aufhört und Cary beginnt. „Er vermittelt mehr als nur eine solide Imitation des Mannes; hinter der Fassade erlaubt er vorsichtig Hinweise auf den Kindheitsschmerz, und hält diesen Schmerz angemessen dezent, stets hinter dem Schild,“ schreibt Nugent. Für ihn allerdings erforsche das Drehbuch diese Idee nicht genug und dringe nicht vollständig unter Grants Haut, während Clark meint, Jeff Pope habe das viele Material der verschiedenen Lebensstationen meisterlich zusammengebracht. Die Serie lasse uns Grant etwas besser verstehen und bringe uns etwas näher an den echten Mann. Dass für den Zweck, die Geschichte eines hochkomplexen Lebens in vier Stunden zu erzählen, manche Fakten geglättet wurden, fühle sich nicht zynisch an. Lovitt kritisiert aber, dass sie davor zurückgescheut sei, sich mit dem Aspekt einer möglichen Bisexualität eingehender zu befassen, wodurch die Serie unausgeglichen und steril wirke.